# Григор Зохраб
Григор Зохраб (јерм. Գրիգոր Զօհրապ; Константинопољ, 26. јун 1861 — Шанлијурфа, 19. јул 1915) био је један од најутицајнијих јерменских књижевника, правника и политичара који је деловао у Османском царству на почетку XX века. Живео је и радио у родном Константинопољу. Уређивао је неколико часописа који су излазили на јерменском језику.
Године 1908. постаје посланик у обновљеном османском већу. Јавно је критиковао османску власт због масовних злочина над Јерменима почињеним у априлу 1909. у Адани.
У лето 1915. постао је једном од жртава османског Геноцида над Јерменима.

## Биографија
Зохраб је рођен 26. јуна 1861. у константинопољској четврти Бешикташ, у угледној и имућној јерменској породици. Основно образовање стекао је у локалној јерменској католичкој школи, а потом уписује средњу грађевинску школу. Године 1888. стекао је диплому правног факултета. Важио је за угледног правника на судовима широм Османског царства, а потом почиње да ради и као професор кривичног права на правном факултету. Са 27 година оженио с Кларом јазеџијан са којом је имао два сина и две кћерке. Његова кћерка Долорес Зохраб Либерман касније је постала угледна америчка филантропкиња.
Као 17-огодишњи младић почиње да пише чланке о свом народу у листу „Лрабер”, а од 1883. издаје властите новине „Еркрагунд” у којима је нешто доцније у деловима објављивао свој роман првенац Нестала генерација (роман је званично објављен 1887. године). У новинама су редовно излазили његови чланци и кратке приче у којима је критиковао државне власти.
Током масовних антијерменских погрома (1894—1896) посветио се искључиво адвокатској пракси и пред отоманским судовима је бранио припаднике свог народа. Као адвокат једног бугарског револуционара оптужио је турске власти за злочине против хришћанског становништва на Балкану, због чега му је 1906. године забрањено да се бави адвокатуром, и протеран је из Константинопоља, одакле је отишао у Париз. Након Младотурске револуције 1908. враћа се назад у Константинопољ где је изабран за посланика у јерменском националном већу, те у османском парламенту. Као посланик у националном парламенту активно се залагао за једнака права свих становника у држави, без обзира на националну припадност. Жестоко се борио против напада на припаднике мањинских заједница, а посебно је осуђивао масакре почињене у Адани у априлу 1909. године, и захтевао да се нова турска власт огради и удаљи од политике бившег султана Абдул Хамида.
Након што су 24. априла 1915. османске власти извршиле масовна хапшења јерменских интелектуалаца у Константинопољу, Зохраб је на све начине покушавао да издејствује од власти ослобађање што више људи за које је тврдио да се не доводе у везу са јерменским националистичким покретима. И сам је ухапшен током маја исте године, и по налогу Талат-паше требало је да буде пребачен у Дијарбакир пред војни суд. На путу ка Дијарбакиру 19. јула њихову колону је пресрела паравојна формација предвођена извесним Черкез Ахмедом, а према неким непотврђеним изјавама Григор Зохраб је заједно са осталим притвореницима каменован до смрти.